# Distretto di Ziruk
Il distretto di Ziruk è un distretto dell'Afghanistan appartenente alla provincia della Paktika.